# Florenciellales
Ordre
Les Florenciellales sont un ordre d’algues de la classe des Dictyochophyceae.
L'espèce type, Florenciella parvula, a été isolée dans la Manche en décembre 2000.

## Étymologie
Le nom de l'ordre, « Florenciellales », vient du genre type Florenciella, donné en hommage à Florence Le Gall, l'une des microbiologistes qui isola la culture de l'espèce type Florenciella parvula, la désinence latine ella, petite, littéralement « petite Florence », en référence à la petite taille de l'organisme.

## Liste des familles et des genres
AlgaeBase (9 février 2022) n’a pas encore attribué de famille aux genres de cet ordre et les met dans la famille provisoire des « Florenciellales incertae sedis », laquelle comprend les genres :
- Florenciella Eikrem[2]
- Pseudochattonella Hosoi-Tanabe & al.
- Verrucophora Eikrem, Edvardsen & Throndsen[note 2]

Selon World Register of Marine Species (9 février 2022)
- Florenciella Eikrem, Romari, Latasa, Le Gall, Throndsen & Vaulot, 2004
- Pseudochattonella Hosoi-Tanabe & al. (Y.Hara & Chihara) Hosoi-Tanabe, Honda, Fukaya, Inagaki & Sako, 2007
- Verrucophora Eikrem, Edvardsen & Throndsen  Eikrem, Edvardsen & Throndsen, 2007 
  - accepté comme Pseudochattonella (Y.Hara & Chihara) Hosoi-Tanabe, Honda, Fukaya, Inagaki & Sako, 2007

## Description
Les cellules de l'espèce type Florenciella parvula sont en général, sphériques, mesurent 3 à 6 μm et possèdent deux flagelles nettement inégaux ainsi que deux chloroplastes jaune-brun. Le long flagelle poilu tracte les cellules dans l'eau et le court flagelle est « acronématique ».